# Cal Biel (Ripollet)
|  | Aquest article tracta sobre l'edifici de Ripollet. Si cerqueu l'edifici de Castellcir, vegeu «Carrer de l'Amargura (Castellcir)». |

Cal Biel és una casa de Ripollet (Vallès Occidental) inclosa a l'Inventari del Patrimoni Arquitectònic de Catalunya. Aquest edifici va ser bastit a les darreries del segle xviii. Posteriorment, entre els anys 1930 i 1940 del segle xx, la família Govern de Barcelona va aprofitar l'antiga construcció per habitar-la com a residència d'estiueig. Actualment es conserva com a propietat de la mateixa família.Es tracta d'un habitatge unifamiliar entre mitgeres, de planta baixa i un pis. La coberta és de teula a dues vessants, amb el carener paral·lel a la línia de la façana. Hi ha dues obertures a cada pis, totes d'arc mixtilini: a la planta baixa la porta d'accés i una finestra i al primer pis, una finestra (ara tapiada) i un balcó d'obra amb formes geomètriques i amb les inicials JG calades al centre. Al dessota del ràfec es poden veure dues estretes obertures de forma rectangular que es presenten sobre una motllura. El conjunt mostra també elements decoratius de ceràmica i ferro que, tot i que senzills, palesen la pervivència del modernisme en el seu vessant popular. Aquesta casa fou bastida aprofitant una antiga construcció ja existent.